# Cantonul Brest-Saint-Marc
Cantonul Brest-Saint-Marc este un canton din arondismentul Brest, departamentul Finistère, regiunea Bretania, Franța.